# 安德拉尼克·梅尔科诺维奇·彼得罗相茨
安德拉尼克·梅尔科诺维奇·彼得罗相茨（1906年5月8日—2005年10月2日），生于俄罗斯帝国弗拉季高加索，苏联科学家和政治家。

## 生平
1932年加入联共 (布)1933年毕业于乌拉尔机械工程学院。技术科学博士。亚美尼亚苏维埃社会主义共和国科学院院士。
1933年在斯维尔德洛夫斯克市乌拉尔重型机器制造厂任线长、工长、车间主任、技术部门负责人、计划和生产部门负责人、工厂副总工程师。1939年任苏联重型机器人民委员部委员、生产和行政部门负责人。1940年任苏联重型机器制造副人民委员。1941年6月至11月任苏联机床制造第一副人民委员。1941年12月，被维亚切斯拉夫·亚历山德罗维奇·马雷舍夫调任苏联坦克工业副人民委员。1943年任苏联国防委员会坦克工业副委员。1945年获得工程技术少将军衔。1945年任苏联人民委员会副主席助理，同时在苏联人民委员会第一管理总局工作，参与苏联原子弹计划的领导工作。1947年任苏联部长会议第一管理总局副局长，负责设备和物资供应。
1953年6月至11月任苏联中型机械工业部设备司司长。1953年12月任苏联中型机械工业部第813联合企业厂长。1955年任苏联中型机械工业部副部长。1962年任苏联部长会议原子能利用国家委员会主席。1962年至1987年任苏联在杜布纳联合原子核研究所的全权代表。1963年任苏联部长会议苏联国民经济最高委员会原子能利用国家委员会主席。1965年苏联中型机械工业部第一副部长兼原子能利用总局局长。1978年至1986年任苏联原子能利用国家委员会主席。1986年退休。
1986年5月6日在消除切尔诺贝利核电站事故后果政府委员会的新闻发布会上， 彼得罗相茨说“科学需要牺牲”。
埋葬在莫斯科的瓦甘科沃公墓。

## 荣誉
社会主义劳动英雄（1962）。
被授予六枚列宁勋章、十月革命勋章、一级库图佐夫勋章、劳动红旗勋章、两枚红星勋章、荣誉勋章。
斯大林奖金获得者（1949 年）。
物理数学科学博士 (1955)、教授 (1957)、亚美尼亚苏维埃社会主义共和国科学院院士（1982 年）。